# Corallocarpus
Corallocarpus é um género botânico pertencente à família Cucurbitaceae.

## Espécies
| - Corallocarpus angosturensis - Corallocarpus bainesii - Corallocarpus bequaerti - Corallocarpus boehmii | - Corallocarpus brevipedunculatus - Corallocarpus bussei - Corallocarpus congolensis - Corallocarpus conocarpus |

1. ↑  «Corallocarpus — World Flora Online». www.worldfloraonline.org. Consultado em 19 de agosto de 2020